# 설특집 주부가요 열창 - 여왕의 탄생
《설특집 주부가요 열창 - 여왕의 탄생》은 2012년에 MBC에서 방송된 주부 대상 가요 경연 프로그램이다.